# Municipis del Cantó de Turgòvia

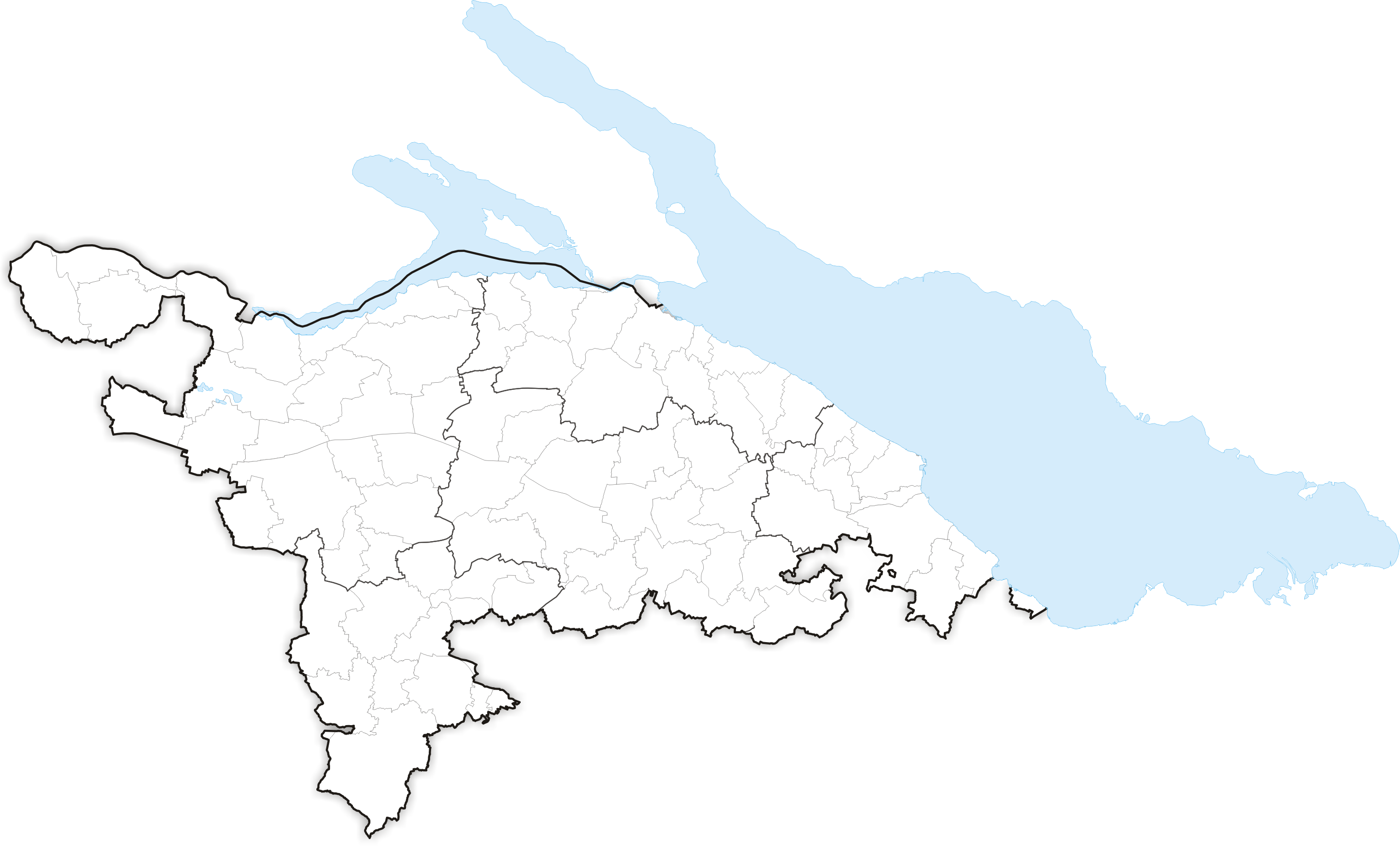
Mapa amb la divisió municipal del Cantó de Turgòvia

Els Municipis del Cantó de Turgòvia (Suïssa) són 80 i s'agrupen en 8 districtes. El cantó també s'estén per una part del Llac Constança, sense que aquesta formi part d'algun municipi.

## Municipis
| Nom                     | Numeració oficial dels municipis suïssos | Districte    | Població (2007) | Superfície (km²) | Densitat (hab./km²) |
| ----------------------- | ---------------------------------------- | ------------ | --------------- | ---------------- | ------------------- |
| Aadorf                  | 4551                                     | Frauenfeld   | 7458            | 19.93            | 374.21              |
| Affeltrangen            | 4711                                     | Münchwilen   | 2223            | 14.42            | 154.16              |
| Altnau                  | 4641                                     | Kreuzlingen  | 1898            | 6.68             | 284.13              |
| Amlikon-Bissegg         | 4881                                     | Weinfelden   | 1218            | 14.43            | 84.41               |
| Amriswil                | 4461                                     | Bischofszell | 11517           | 19.02            | 605.52              |
| Arbon                   | 4401                                     | Arbon        | 13070           | 5.94             | 2200.34             |
| Basadingen-Schlattingen | 4536                                     | Diessenhofen | 1648            | 15.64            | 105.37              |
| Berg                    | 4891                                     | Weinfelden   | 2985            | 13.09            | 228.04              |
| Berlingen               | 4801                                     | Steckborn    | 793             | 3.56             | 222.75              |
| Bettwiesen              | 4716                                     | Münchwilen   | 1049            | 3.85             | 272.47              |
| Bichelsee-Balterswil    | 4721                                     | Münchwilen   | 2474            | 12.27            | 201.63              |
| Birwinken               | 4901                                     | Weinfelden   | 1282            | 12.35            | 103.81              |
| Bischofszell            | 4471                                     | Bischofszell | 5485            | 11.62            | 472.03              |
| Bottighofen             | 4643                                     | Kreuzlingen  | 1936            | 2.39             | 810.04              |
| Braunau                 | 4723                                     | Münchwilen   | 671             | 9.17             | 73.17               |
| Bürglen                 | 4911                                     | Weinfelden   | 3117            | 11.68            | 266.87              |
| Bussnang                | 4921                                     | Weinfelden   | 2017            | 18.91            | 106.66              |
| Diessenhofen            | 4545                                     | Diessenhofen | 3213            | 10.12            | 317.49              |
| Dozwil                  | 4406                                     | Arbon        | 527             | 1.32             | 399.24              |
| Egnach                  | 4411                                     | Arbon        | 4269            | 18.42            | 231.76              |
| Erlen                   | 4476                                     | Bischofszell | 3084            | 12.19            | 252.99              |
| Ermatingen              | 4646                                     | Kreuzlingen  | 2662            | 10.44            | 254.98              |
| Eschenz                 | 4806                                     | Steckborn    | 1592            | 12.01            | 132.56              |
| Eschlikon               | 4724                                     | Münchwilen   | 3599            | 6.21             | 579.55              |
| Felben-Wellhausen       | 4561                                     | Frauenfeld   | 2323            | 7.38             | 314.77              |
| Fischingen              | 4726                                     | Münchwilen   | 2577            | 30.62            | 84.16               |
| Frauenfeld              | 4566                                     | Frauenfeld   | 22253           | 27.37            | 813.04              |
| Gachnang                | 4571                                     | Frauenfeld   | 3288            | 9.72             | 338.27              |
| Gottlieben              | 4651                                     | Kreuzlingen  | 309             | 0.33             | 936.36              |
| Güttingen               | 4656                                     | Kreuzlingen  | 1399            | 9.49             | 147.42              |
| Hauptwil-Gottshaus      | 4486                                     | Bischofszell | 1813            | 12.49            | 145.16              |
| Hefenhofen              | 4416                                     | Arbon        | 1179            | 6.05             | 194.88              |
| Herdern                 | 4811                                     | Steckborn    | 909             | 13.67            | 66.50               |
| Hohentannen             | 4495                                     | Bischofszell | 610             | 8.00             | 76.25               |
| Homburg                 | 4816                                     | Steckborn    | 1430            | 24.15            | 59.21               |
| Horn                    | 4421                                     | Arbon        | 2373            | 1.72             | 1379.65             |
| Hüttlingen              | 4590                                     | Frauenfeld   | 828             | 11.60            | 71.38               |
| Hüttwilen               | 4821                                     | Steckborn    | 1382            | 17.66            | 78.26               |
| Kemmental               | 4666                                     | Kreuzlingen  | 2162            | 25.02            | 86.41               |
| Kesswil                 | 4426                                     | Arbon        | 951             | 4.47             | 212.75              |
| Kradolf-Schönenberg     | 4501                                     | Bischofszell | 3204            | 10.96            | 292.34              |
| Kreuzlingen             | 4671                                     | Kreuzlingen  | 17878           | 11.49            | 1555.96             |
| Llac Constança          | 9329                                     |              | 0               | 128.09           | 0.00                |
| Langrickenbach          | 4681                                     | Kreuzlingen  | 1072            | 10.85            | 98.71               |
| Lengwil                 | 4683                                     | Kreuzlingen  | 1237            | 8.89             | 139.15              |
| Lommis                  | 4741                                     | Münchwilen   | 1051            | 8.60             | 122.21              |
| Mammern                 | 4826                                     | Steckborn    | 551             | 5.42             | 101.66              |
| Märstetten              | 4941                                     | Weinfelden   | 2383            | 9.97             | 239.02              |
| Matzingen               | 4591                                     | Frauenfeld   | 2451            | 7.71             | 317.81              |
| Müllheim                | 4831                                     | Steckborn    | 2512            | 8.73             | 287.74              |
| Münchwilen              | 4746                                     | Münchwilen   | 4625            | 7.79             | 593.71              |
| Münsterlingen           | 4691                                     | Kreuzlingen  | 2482            | 5.42             | 457.93              |
| Neunforn                | 4601                                     | Frauenfeld   | 932             | 11.36            | 82.04               |
| Pfyn                    | 4841                                     | Steckborn    | 1850            | 13.18            | 140.36              |
| Raperswilen             | 4846                                     | Steckborn    | 399             | 7.67             | 52.02               |
| Rickenbach              | 4751                                     | Münchwilen   | 2418            | 1.56             | 1550.00             |
| Roggwil                 | 4431                                     | Arbon        | 2765            | 12.04            | 229.65              |
| Romanshorn              | 4436                                     | Arbon        | 9225            | 8.75             | 1054.29             |
| Salenstein              | 4851                                     | Steckborn    | 1192            | 6.54             | 182.26              |
| Salmsach                | 4441                                     | Arbon        | 1311            | 2.70             | 485.56              |
| Schlatt                 | 4546                                     | Diessenhofen | 1553            | 15.53            | 100.00              |
| Schönholzerswilen       | 4756                                     | Münchwilen   | 752             | 10.94            | 68.74               |
| Sirnach                 | 4761                                     | Münchwilen   | 6630            | 12.41            | 534.25              |
| Sommeri                 | 4446                                     | Arbon        | 485             | 4.21             | 115.20              |
| Steckborn               | 4864                                     | Steckborn    | 3389            | 8.76             | 386.87              |
| Stettfurt               | 4606                                     | Frauenfeld   | 1095            | 6.36             | 172.17              |
| Sulgen                  | 4506                                     | Bischofszell | 3385            | 9.13             | 370.76              |
| Tägerwilen              | 4696                                     | Kreuzlingen  | 3613            | 11.52            | 313.63              |
| Thundorf                | 4611                                     | Frauenfeld   | 1261            | 15.61            | 80.78               |
| Tobel-Tägerschen        | 4776                                     | Münchwilen   | 1360            | 7.11             | 191.28              |
| Uesslingen-Buch         | 4616                                     | Frauenfeld   | 1047            | 14.01            | 74.73               |
| Uttwil                  | 4451                                     | Arbon        | Plantilla:Smn   | 4.34             | 356.91              |
| Wagenhausen             | 4871                                     | Steckborn    | 1577            | 11.84            | 133.19              |
| Wäldi                   | 4701                                     | Kreuzlingen  | 933             | 12.23            | 76.29               |
| Wängi                   | 4781                                     | Münchwilen   | 4085            | 16.43            | 248.63              |
| Warth-Weiningen         | 4621                                     | Frauenfeld   | 1160            | 8.11             | 141.46              |
| Weinfelden              | 4946                                     | Weinfelden   | 9686            | 15.50            | 624.81              |
| Wigoltingen             | 4951                                     | Weinfelden   | 2126            | 17.15            | 123.97              |
| Wilen bei Wil           | 4786                                     | Münchwilen   | 1961            | 2.27             | 863.88              |
| Wuppenau                | 4791                                     | Münchwilen   | 1000            | 12.15            | 82.21               |
| Zihlschlacht-Sitterdorf | 4511                                     | Bischofszell | 2006            | 12.11            | 164.43              |
| Total                   |                                          |              | 235764          | 991              | 237.91              |